# In the City
In the City ist das Debütalbum der britischen Mod-Rockband The Jam, das im Mai 1977 bei Polydor erschien. Das Album steht unter dem Einfluss zahlreicher britischer Rockprotagonisten wie The Who oder The Kinks, die die Musik der Band maßgeblich beeinflussten. Die ausgekoppelte Single In the City erreichte Platz 40 der britischen Charts, das Album selbst erreichte Platz 20 der Charts.

## Entstehung
Nachdem die Gruppe im Februar 1977 einen Plattenvertrag bei Polydor erhalten hatte, wurden die zwölf Titel für das Debütalbum im März 1977 in den Aufnahmestudios von Polydor am Stratford Place in London unter der Leitung der Musikproduzenten Vic Smith und Chris Parry aufgenommen. Das titelgebende Lied erschien als Vorabsingle am 29. April 1977 mit dem ebenfalls auf dem Album befindlichen Stück Takin’ My Love auf der B-Seite. Schlagzeuger Rick Buckler erinnerte sich in seiner Autobiografie That’s Entertainment: My Life in the Jam aus dem Mai 2015 an die Aufnahmen:

“The actual recording was easy because we already had some recording experience and were well rehearsed. We played the songs live and then did overdubs.”

„Die eigentlichen Aufnahmen waren einfach, weil wir bereits etwas Erfahrung damit hatten und gut eingespielt waren. Wir spielten die Lieder live und ergänzten sie anschließend mit Overdubs.“

Fast alle Stücke des Albums wurden vom Bandfrontmann Paul Weller geschrieben, lediglich das Batman Theme stammt aus der Feder von Neal Hefti, Slow Down stammt von Larry Williams. Am 20. Mai 1977 wurde das Album veröffentlicht und erhielt gute Kritiken in der britischen Musikpresse.

## Rezeption
Chris Woodstra meint bei allmusic, dass das Debütalbum von The Jam eine gute Balance zwischen den zerstörenden Aggression der Punkmusik und der Ehrfurcht vor der Beatmusik und dem Rhythm and Blues bietet. Samir H. Köck merkt in der österreichischen Tageszeitung Die Presse an, dass das Album  energetische Musik, die stilistisch zwischen Sixties-R&B, Soul, Modrock und Punk irrlichterte geboten hat.

## Chartplatzierungen
Das Album In the City stieg am 28. Mai 1977 in die UK-Charts, hielt sich dort insgesamt 19 Wochen und erreichte Platz 20. Die gleichnamige Single platzierte sich erstmals am 7. Mai des Jahres in der Britischen Hitparade und kletterte zunächst auf Rang 40. Im Januar 1983 folgte ein Wiedereinstieg und der Sprung auf Platz 47. Zu einer weiteren Chartnotierung kam es im Mai 2002. Diesmal erklomm die Single ihre Höchstplatzierung auf Rang 36.

## Titelliste
1. Art School (Weller) 2:02
2. I’ve Changed My Adress (Weller) 3:31
3. Slow Down (Williams) 2:39
4. I Got By in Time (Weller) 2:07
5. Away from the Numbers (Weller) 4:03
6. Batman Theme (Hefti) 1:31
7. In the City (Weller) 2:19
8. Sounds from the Street (Weller) 3:14
9. Non-Stop Dancing (Weller) 2:28
10. Time for Truth (Weller) 3:10
11. Takin’ My Love (Weller) 2:15
12. Bricks and Mortar (Weller) 2:37